# Beckum
Beckum är en stad i Kreis Warendorf i Regierungsbezirk Münster i förbundslandet Nordrhein-Westfalen i Tyskland.  Motorvägen A2 passrar Beckum. 